# Iziaslav I de Kíev
Iziaslav I de Kíev, nascut com a Iziaslav Iaroslàvitx, (1024 – 3 d'octubre de 1078) va ser príncep de Turov i sobirà de la Rus de Kíev durant dues èpoques, entre 1054 i 1073, i des de 1076 fins a 1078. Fill gran del príncep Iaroslau el Savi, Iziaslav fou un dels autors de l'anomenada Pravda Iaroslauitxei, que formà part del primer codi de lleis de la història russa, la coneguda com a Russkaia Pravda.

## Biografia
Iziaslav era el fill gran del príncep Iaroslau I i la seva segona dona, Ingigerd Olafsdottir. Tot i que l'hereu natural de Iaroslau era Vladímir, el fill més gran del seu primer matrimoni, la mort prematura d'aquest el portà a ser successor del seu pare el 1054. Tot i així, la gran relació amb els seus germans, Sviatoslav i Vsèvolod el portà a formar un triumvirat que, malgrat deteriorar-se amb el pas del temps, mantingué les regnes del país fins a l'any 1093.
Amb anterioritat, el 1043 el príncep Iaroslau el Sabi signà un acord amb el rei de Polònia, Casimir I, segons el qual es reconeixia a Txerven com a part de la Rus de Kíev. El pacte entre ambdós estats es signà mitjançant dos matrimonis. Així, el mateix Casimir es casà amb Dobroniega, germana de Iaroslau, i Iziaslav contragué matrimoni amb la princesa Gertrudis, germana del rei polonès. D'aquest matrimoni van néixer tres fills: Iaropolk, Mstislav i Sviatopolk.
Iziaslav va ser, segons les cròniques, el fundador del Monestir de les Coves de Kíev. El príncep entregà el control de la muntanya als monjos antonians, els quals van edificar un gran monestir dissenyat per mestres arquitectes procedents de Constantinoble. L'elecció de l'emplaçament ve definit per la Primera Crònica russa. Segons aquest document, a principis del segle xi, un monjo procedent del monestir Esphigmenou, a la muntanya grega d'Atos, s'instal·là a una cova del turó de Berestov, proper al riu Dnièper, i, després d'un temps, va arribar a formar una comunitat de deixebles.
La relació entre els tres germans s'anà deteriorant progressivament, i ja el 1068 Iziaslav va rebre el primer avís seriós. Com a resultat d'una revolta popular, encapçalada per diversos nobles aliens a la família, fou desterrat i s'exilià a Polònia. Un any més tard però, i gràcies a l'escassa coordinació dels seus rivals i l'ajuda de l'exèrcit polonès, recuperà el control de Kíev i, amb ell, el govern de la Rus. Tot i així, la lluita contra els seus germans continuà i s'aguditzà profundament, fins que el 1073 va ser expulsat novament del tron, ara pel seu germà Sviatoslav. Decidit a recuperar el control del país, demanà la col·laboració de l'emperador Enric IV, el rei Bolesław II de Polònia i, fins i tot, del Papa Gregori VII. De fet, gràcies a l'ajuda del darrer, Iziaslav esdevingué el primer Rei de la Rus de Kíev, en rebre la corona de mans d'aquest el 1075. L'ajuda d'aquestes aliances i dels seus suports a l'interior del país, i la mort de Sviatoslav li van permetre conquerir novament Kíev el 1076. Tot i així, aquest segon regnat fou efímer, atès que el 1078 morí en una batalla contra els prínceps Oleg Sviatoslavitx i Borís Vyatseslavitx.

## Família
El príncep Iziaslav fou casat amb Gertrudis de Polònia. Amb ella tingué tres fills:
- Iaropolk Iziaslavitx, príncep de Turov entre 1078 i 1087.
- Mstislav Iazjaslavitx, príncep de Nóvgorod (1054-1067).
- Sviatopolk Iziaslavitx, gran príncep de Kíev entre 1093 i 1113.